# Universums ålder

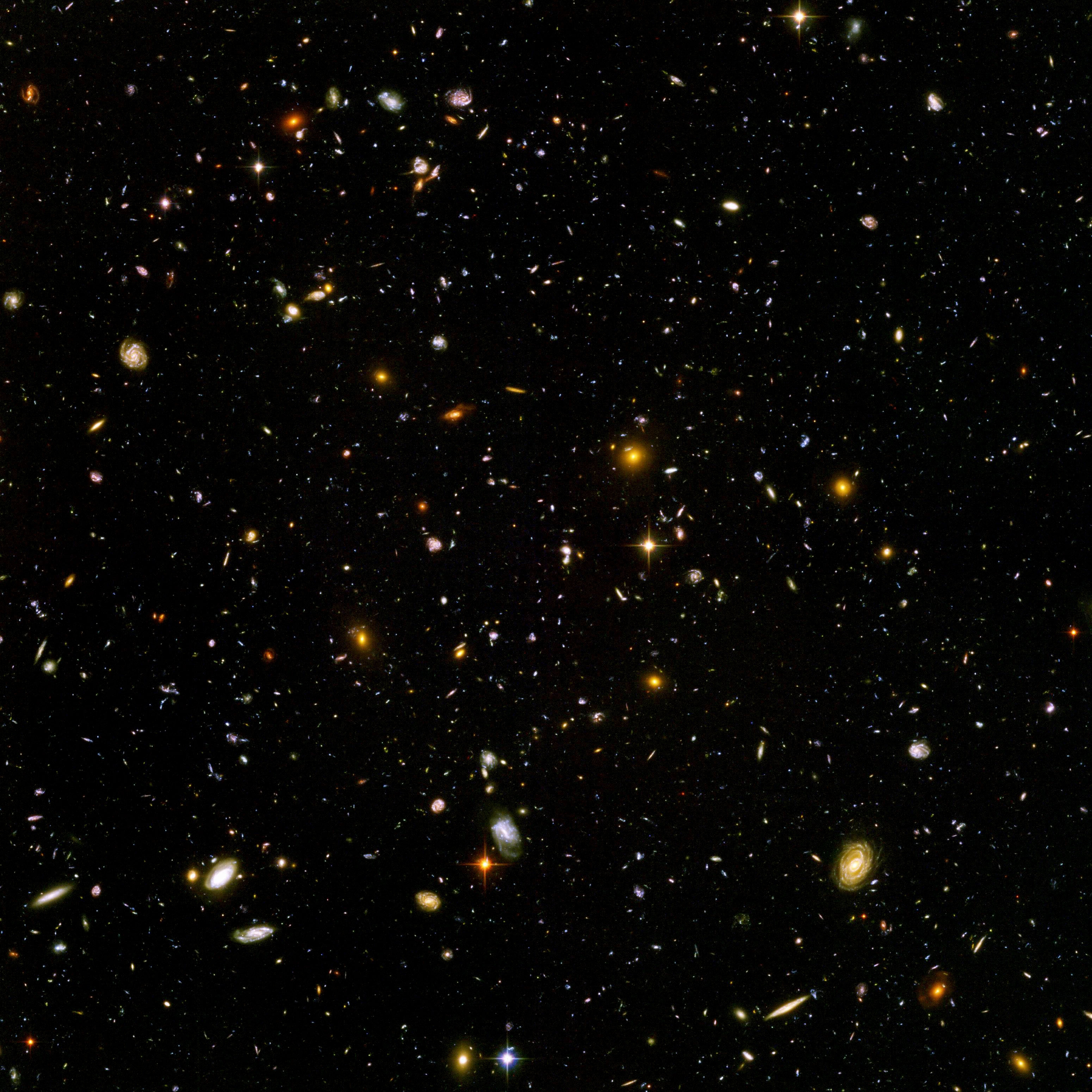
Gåtan om universums ålder har länge fängslat forskarna.

Universums ålder är, enligt ett naturvetenskapligt synsätt, den tid som förflutit sedan big bang. De senaste mätningarna med Planckteleskopet, från 2013, ger vid handen att universum är 13,798±0,037 miljarder år gammalt, enligt standardmodellen för kosmologin, Lambda-CDM-modellen. Mätresultatets osäkerhet på 74 miljoner år har erhållits genom konsensus mellan ett antal större vetenskapliga projekt som påverkar bedömningen av Planckteleskopets mätningar, till exempel beträffande den kosmiska bakgrundsstrålningen, NASA-sonden Wilkinson Microwave Anisotropy Probes (WMAP:s) mätningar och intergalaktiska mätningar av rödförskjutningen.

## Planckteleskopets egna mätningar
Mätningarna 2013 som utfördes med ESAs (European Space Agency) egenutvecklade rymdteleskop, Planckteleskopet, gav värdet 13,82 miljarder år vilket var något högre än tidigare mätningar. Det är utifrån detta grundvärde som universums ålder sedan räknats fram.

## Historik
Människan har länge grubblat över tillvaron på jorden och hur allt en gång började. Först sökte man förklaringar inom religionen, något som under 1700- och 1800-talen alltmer kom att ersättas av naturvetenskapliga förklaringar.